# Dromaeolus concolor
Dromaeolus concolor är en skalbaggsart som beskrevs av Sharp 1908. Dromaeolus concolor ingår i släktet Dromaeolus och familjen halvknäppare. Inga underarter finns listade i Catalogue of Life.